# John Homewood
John Homewood (?, 1932. július 3. – ?, 1991. június) angol nemzetközi labdarúgó-játékvezető. Teljes neve Bartley John Homewood.

## Pályafutása

### Nemzeti játékvezetés
A játékvezetői vizsgát 1966-ban tette le, 1968-ban már országos partbíró, az FA Kupa döntő első számú határbírója. 1971-ben lett a legfelső szintű labdarúgó-bajnokság játékvezetője. Az aktív nemzeti játékvezetéstől 1980-ban búcsúzott.

#### Nemzetközi játékvezetés
Az Angol labdarúgó-szövetség Játékvezető Bizottsága (JB) terjesztette fel nemzetközi játékvezetőnek, a Nemzetközi Labdarúgó-szövetség (FIFA) 1972-től tartotta nyilván bírói keretében. Több nemzetek közötti válogatott és klubmérkőzést vezetett. Az angol nemzetközi játékvezetők rangsorában, a világbajnokság-Európa-bajnokság sorrendjében többedmagával a 37. helyet foglalja el 1 találkozó szolgálatával. Az aktív nemzetközi játékvezetéstől 1980-ban vonult vissza.

##### Európa-bajnokság
Az európai-labdarúgó torna döntőjéhez vezető úton Olaszországba a VI., az 1980-as labdarúgó-Európa-bajnokságra az UEFA JB játékvezetőként foglalkoztatta.

###### Selejtező mérkőzés
| Időpont        | Helyszín             | Mérkőzés típusa           | Mérkőzés                 | Eredmény | Nézők száma |
| -------------- | -------------------- | ------------------------- | ------------------------ | -------- | ----------- |
| 1979. május 2. | Népstadion, Budapest | előselejtező (6. csoport) | Magyarország–Görögország | 0 : 0    | 15 000      |

## Külső hivatkozások
- John Homewood. World Referee. [2011. szeptember 21-i dátummal az eredetiből archiválva]. (Hozzáférés: 2011. június 17.)
- John Homewood. zerozerofootball.com. (Hozzáférés: 2011. június 17.)[halott link]
- John Homewood. footballdatabase.eu. (Hozzáférés: 2011. június 17.)